# Comuna Novohrîhorivka, Mejova
Novohrîhorivka (în ucraineană Новогригорівка) este o comună în raionul Mejova, regiunea Dnipropetrovsk, Ucraina, formată din satele Iuriivka, Krasnohorivka, Novohrîhorivka (reședința) și Vodolazke.

## Demografie
Componența lingvistică a satului Novohrîhorivka
     Ucraineană (96,25%)
     Rusă (3,14%)
     Alte limbi (0,1%)
Conform recensământului din 2001, majoritatea populației satului Novohrîhorivka era vorbitoare de ucraineană (96,25%), existând în minoritate și vorbitori de rusă (3,14%).